# Битка при Ландсхут
Битката при Ландсхут е на 21 април 1809 г. между французите, вюртембергците (VIII корпус) и баварците (VII корпус) под командването на Наполеон I, наброяващи 77 000 души, и 36 000 австрийци под командването на Йохан фон Хилер. Битката завършва с френска победа.

## Ход на битката
Битката започва когато генерал Хилер започва да отстъпва с 36 000 души след битката при Абенсберг. Френският командир маршал Лан тръгва след Хилер, надявайки се да разбие голяма част от австрийската армия. Заедно с Лан, 57 000 души под командването на маршал Масена препречва пътя на австрийците и възпира бягството на Хилер. Австрийците, видимо превъзхождани в бройката, се бият смело до идването на Наполеон Бонапарт, след чието пристигане битката става чиста френска победа.

## Жертви
Австрийците губят 10 000 души и 30 оръдия.